# Pablo Cruise (album)
Pablo Cruise is het debuutalbum van de gelijknamige band.

## Inleiding
Pablo Cruise werkte vanuit Californië, hetgeen terug te vinden in de plaatsen waar de betrokken geluidsstudio's gevestigd waren, Los Angeles (A&M Studios en Sunset Sound) en Sausalito (Record Plant). Pablo Cruise was voornamelijk een Amerikaanse en Japanse aangelegenheid. Van dit album zijn er op een Britse (AMLH64528) na, geen Europese persingen bekend, noch noteringen in albumlijsten in Europa. In de Billboard 200 stond het vier werken genoteerd met hoogste plaats 174.
De platenhoes werd ontworpen door Junie Osaki Mangione, die volgens Discogs meer dan 150 albumhoezen zou ontwerpen, in deze periode meest voor A&M Records, zo ook voor een van de oprichters daarvan Herb Alpert en jazzmusicus Chuck Mangione met wie ze in 1981 trouwde.

## Musici
- David Jenkins – gitaren, zang
- Steve Price drumstel, percussie
- Bud Cockrell – basgitaar, zang
- Cory Lerios – piano, achtergrondzang

Met
- Michael Utley – orgel Rock ‘n’ roller, Sleeping dogs en Not tonight
- Bobbye Hall Porter – aanvullende percussie Island woman en Denny
- Carolyn Brand – achtergrondzang Not tonight

Bekendste medewerker aan dit album was David Paich, hij verzorgde arrangementen voor en leiding over het strijkorkest.

## Muziek
| Nr. | Titel                                         | Duur |
| --- | --------------------------------------------- | ---- |
| 1.  | Island woman (David Batteau, Jenkins, Lerios) | 5:02 |
| 2.  | Denny (Jenkins, Lerios)                       | 3:01 |
| 3.  | Sleeping dogs (Cockrell)                      | 3:52 |
| 4.  | What does it take (Jenkins, Lerios)           | 4:51 |
| 5.  | Rock ‘n’ roller (Cockrell)                    | 5:21 |

| Nr. | Titel                                                 | Duur  |
| --- | ----------------------------------------------------- | ----- |
| 1.  | Not tonight (Ron Nagle)                               | 3:01  |
| 2.  | In my own quiet way (Bradford Craig, Jenkins, Lerios) | 4:15  |
| 3.  | Ocean breeze (Jenkins, Lerios)                        | 12:24 |

Island woman werd met Denny uitgebracht op single in Engeland en de Verenigde Staten. Ook What does it take werd een single met In my own quiet way, maar alleen in de Verenigde Staten.